# Bedřichov (kraj liberecki)
Bedřichov (niem. Friedrichswald) – wieś w kraju libereckim w Czechach. Znajduje się około 8 km na północny zachód od Jabłońca nad Nysą.
1 stycznia 2017 roku gmina liczyła 327 mieszkańców, o średnim wieku 38,5 roku.
W Bedřichovie znajduje się teren narciarski, który był używany podczas Mistrzostw Świata w Narciarstwie Klasycznym w Libercu rozgrywanych w 2009 roku.

## Galeria

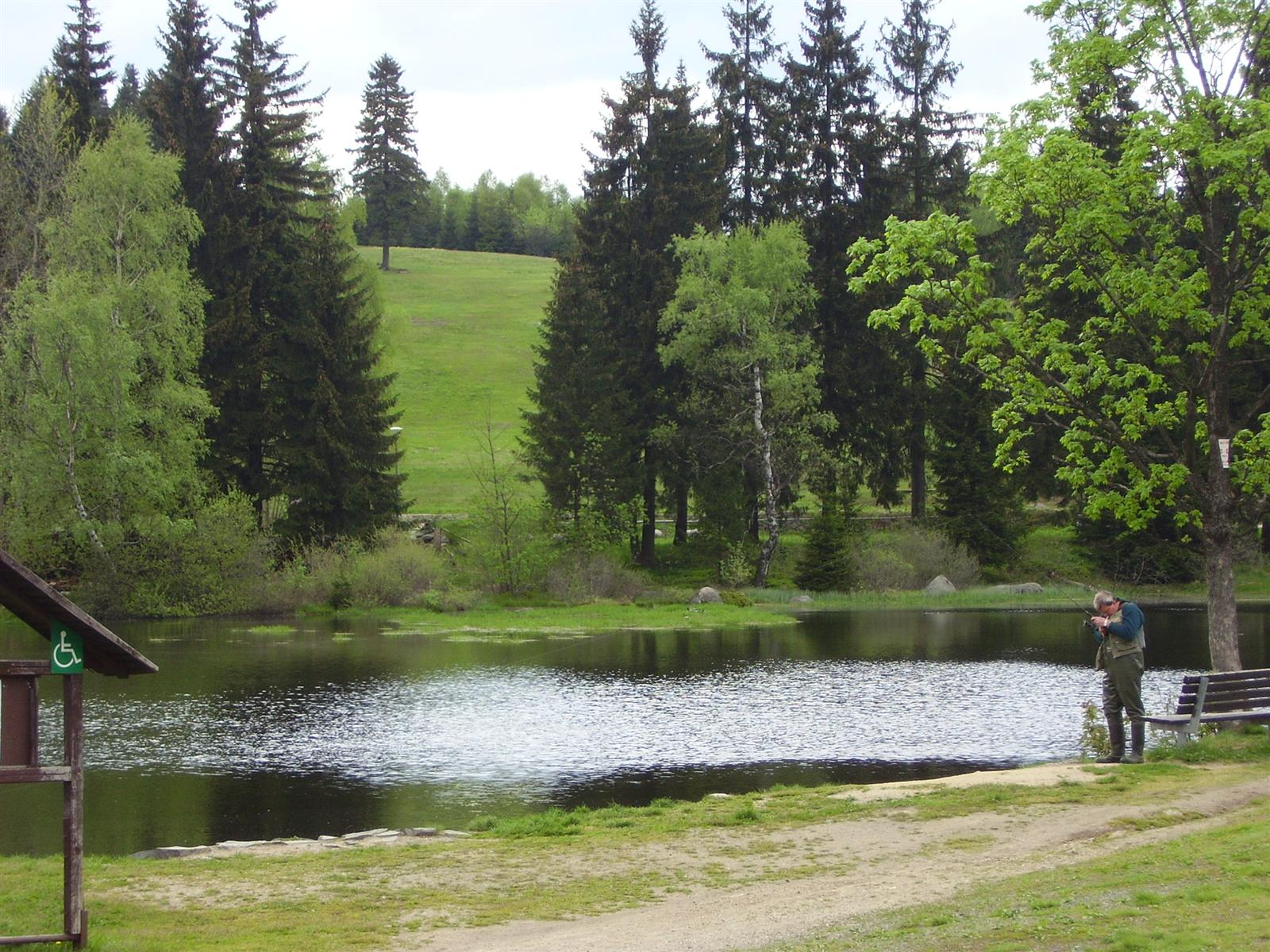
Jezioro w Bedřichovie
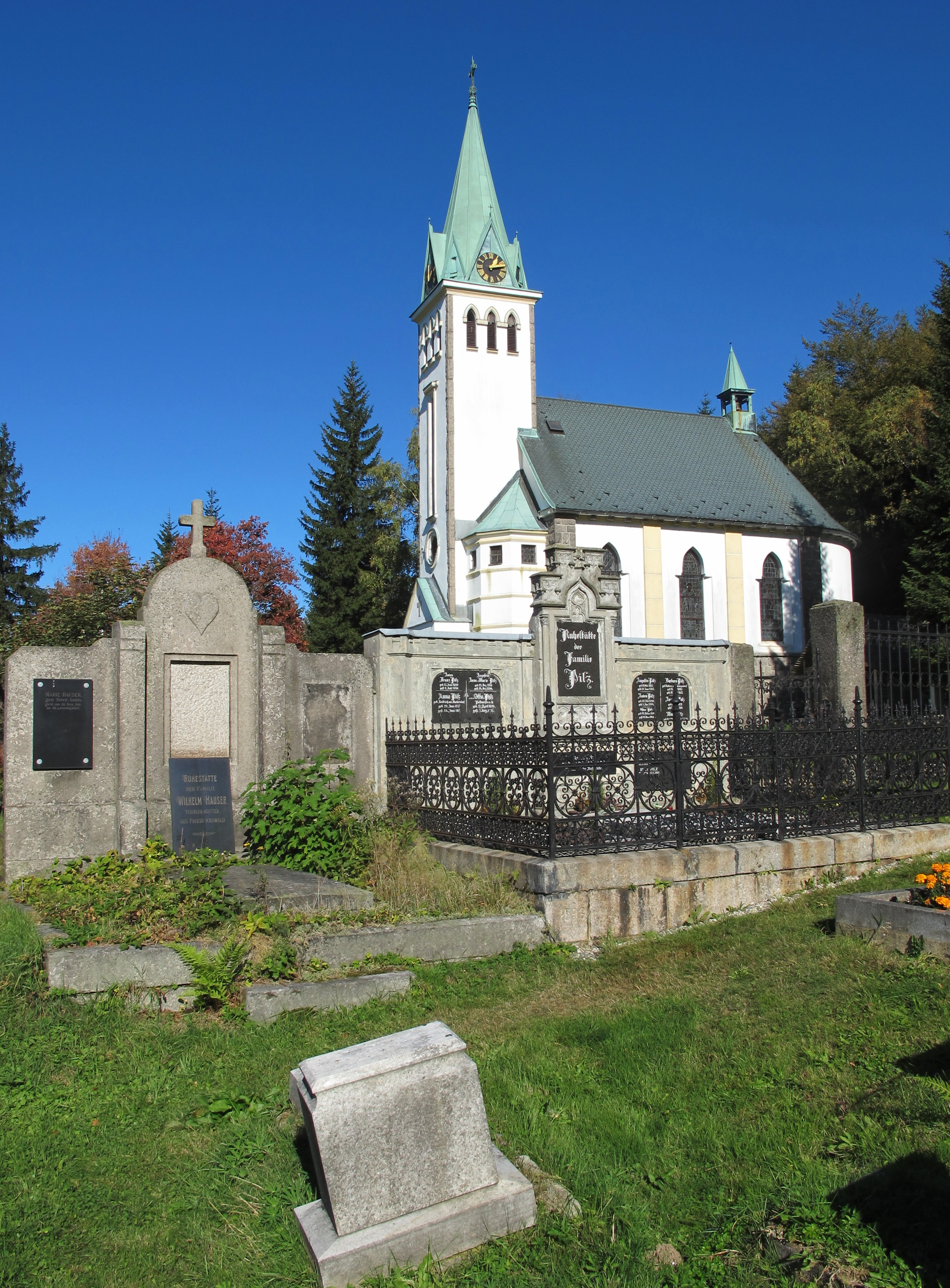
Kościół w Bedřichovie
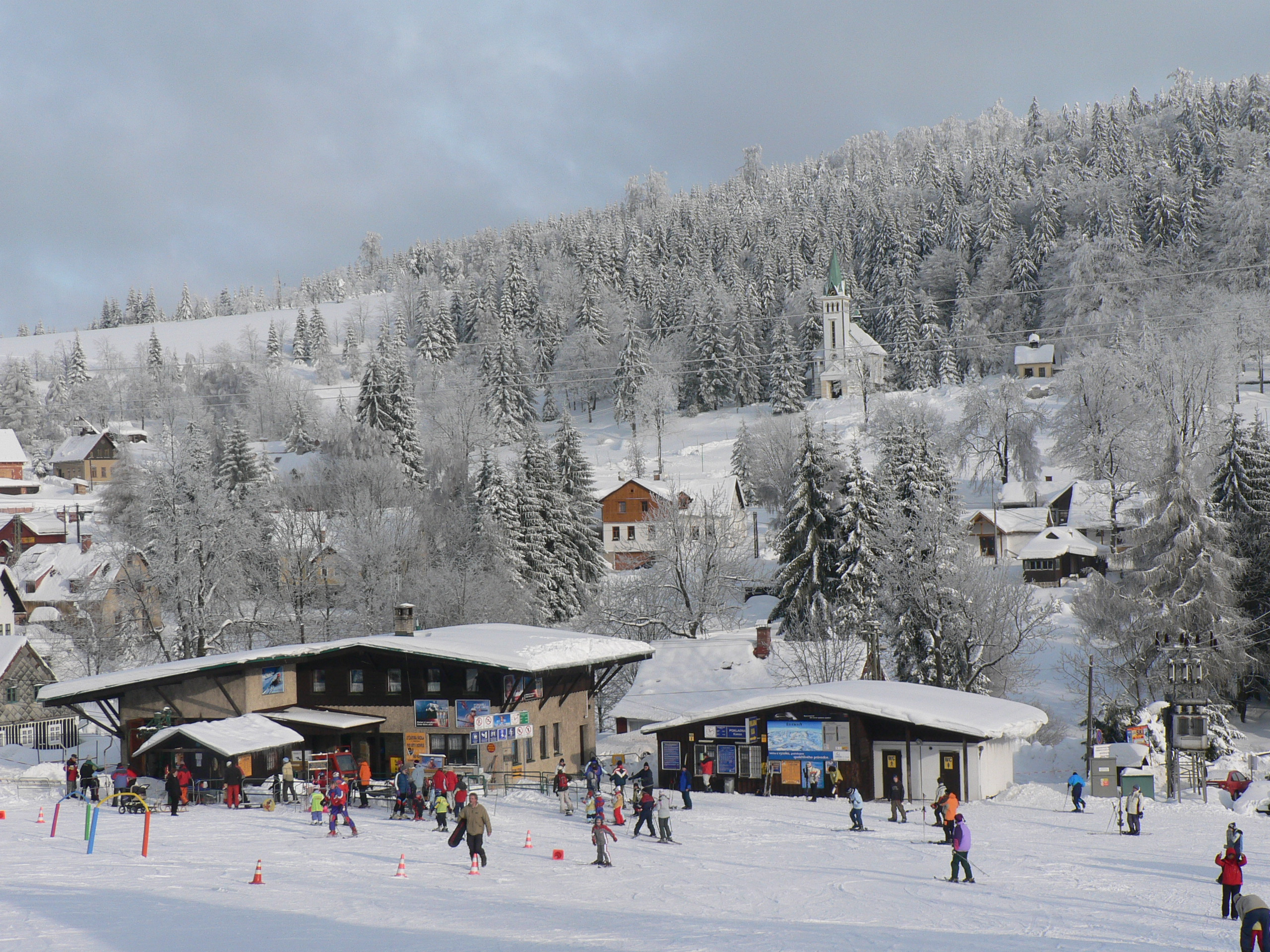
Ośrodek narciarski